# Lista de prefeitos de Monte Alegre (Rio Grande do Norte)
Esta é a lista de prefeitos de Monte Alegre, município brasileiro do estado do Rio Grande do Norte.
| Nº | Prefeito                          | Imagem                      | Partido                     | Início de mandato      | Fim de mandato         | Vice-prefeito                          | Observações             |
| -- | --------------------------------- | --------------------------- | --------------------------- | ---------------------- | ---------------------- | -------------------------------------- | ----------------------- |
| 1  | Severino Raul Gadelha             |                             | Sem partido                 | 6 de fevereiro de 1954 | 31 de janeiro de 1955  | —                                      | Prefeito nomeado        |
| 2  | Auréo Paiva Filho                 |                             | UDN                         | 31 de janeiro de 1955  | 31 de janeiro de 1960  | não encontrado                         | Prefeito e vice eleitos |
| 3  | Heronildes Lustosa Lopes          |                             |                             | 31 de janeiro de 1960  | 31 de janeiro de 1965  | não encontrado                         | Prefeito e vice eleitos |
| 4  | João Galvão da Silva              |                             | PTB                         | 31 de janeiro de 1965  | 31 de janeiro de 1970  | Idilson Paiva                          | Prefeito e vice eleitos |
| 5  | Solon Ubarana da Silva            |                             | ARENA                       | 31 de janeiro de 1970  | 31 de janeiro de 1973  | Cicero Hipólito Soares da Cunha        | Prefeito e vice eleitos |
| 6  | Auréo Paiva Filho                 |                             | ARENA                       | 31 de janeiro de 1973  | 31 de janeiro de 1977  | Pedro Alves da Silva                   | Prefeito e vice eleitos |
| 7  | Solon Ubarana da Silva            |                             | ARENA                       | 31 de janeiro de 1977  | 31 de janeiro de 1983  | não encontrado                         | Prefeito e vice eleitos |
| 8  | Irandir Aguiar                    |                             |                             | 31 de janeiro de 1983  | 31 de dezembro de 1988 | não encontrado                         | Prefeito e vice eleitos |
| 9  | Maria das Graças Marques da Silva |                             | PL                          | 1º de janeiro de 1989  | 31 de dezembro de 1992 | Clenilson Alexandre de Paiva           | Prefeita e vice eleitos |
| 10 | Solon Ubarana da Silva            |                             |                             | 1º de janeiro de 1993  | 31 de dezembro de 1996 | Cícero Alexandre da Silva              | Prefeito e vice eleitos |
| 11 | Maria das Graças Marques da Silva |                             | PL                          | 1º de janeiro de 1997  | 31 de dezembro de 2000 | Ulisses Ribeiro Filho                  | Prefeita e vice eleitos |
| 12 | Solon Ubarana da Silva            |                             | PMDB                        | 1º de janeiro de 2001  | 31 de dezembro de 2008 | Aluisio Lamartine Paiva                | Prefeito e vice eleitos |
| 12 | Solon Ubarana da Silva            | PTB                         | Lucineide Maria Souza Paiva | 1º de janeiro de 2001  | 31 de dezembro de 2008 | Prefeito reeleito e vice eleita        |                         |
| 13 | Maria das Graças Marques da Silva |                             | PMN                         | 1º de janeiro de 2009  | 31 de dezembro de 2012 | Klelia Maria Alencar de Medeiros Paiva | Prefeita e vice eleitas |
| 14 | Severino Rodrigues da Silva       |                             | PMDB                        | 1º de janeiro de 2013  | 31 de dezembro de 2020 | Kleber Maciel de Souza                 | Prefeito e vice eleitos |
| 14 | Severino Rodrigues da Silva       | Lucineide Maria Souza Paiva | PMDB                        | 1º de janeiro de 2013  | 31 de dezembro de 2020 | Prefeito reeleito e vice eleita        |                         |
| 15 | André Rodrigues da Silva          |                             | PL                          | 1º de janeiro de 2021  | até a atualidade       | Antônio Ananias Filho                  | Prefeito e vice eleitos |
| 15 | André Rodrigues da Silva          | MDB                         | Prefeito e vice reeleitos   | 1º de janeiro de 2021  | até a atualidade       | Antônio Ananias Filho                  |                         |